# Hoffmannius spinigerus
Bọ cạp quỷ (Danh pháp khoa học: Hoffmannius spinigerus) là một loài bọ cạp trong chi Hoffmannius, chúng sinh trưởng tự nhiên ở sa mạc Sonora, tây nam nước Mỹ. Bọ cạp quỷ được coi là một loài gây hại ở bang Arizona của nước này, vì chúng thường xâm nhập vào trong nhà dân và chích đốt họ. Kẻ thù của chúng là loài bọ chiến binh, khi đánh hơi được kẻ thù ăn thịt, bọ cạp quỷ quay đầu bỏ chạy và nỗ lực dùng đuôi chích độc của bọ cạp quỷ, ngoài tự nhiên hoang dã, chúng lại dễ dàng bị bọ cánh cứng chiến binh hạ gục và ăn thịt.